# 両税委譲
両税委譲（りょうぜいいじょう）とは、1920年代の日本において、国税であった地租と営業税を地方税として権限を地方に委譲することによって、地方の財政強化と農村に対する減税を図ろうとする政策とその是非を巡る論争。
明治以来の産業発展に伴って国税の充実が進む一方で、地方においては慢性的な財政難の状態が続いていた。これに対して内務省などを中心に国税の一部を地方税化する検討が日露戦争終結後から続けられていた。
1920年、内務省の諮問機関であった臨時財政経済調査会は、ドイツのミーケルによる地方税制委譲政策をモデルとして当時酒造税と並んで国税の代表的な存在であった地租と営業税を地方に委譲するように提言をまとめたのである。だが、財産税創設を危惧する財界の反対や第一次世界大戦後の戦後不況の影響で棚上げとされた。
だが、都市部における大正デモクラシーの高揚と、農村部における小作争議の激化によって地方政治への国民の関心が高まる中で、憲政会が地租の20%削減、政友会が地租の地方委譲、革新倶楽部が営業税も含めた両税委譲を唱えた。
その後、関東大震災などもあって議論は停滞したが、護憲三派による加藤高明内閣において税制改革が議論された。だが、国税の整理は行うものの、地租には手を付けず地方当局の財政難の一因になっていた義務教育における地方負担の軽減のための国庫補助引き上げを代替として提案した憲政会とあくまでも両税委譲を求める政友会が対立、その結果政友会は政権を離脱して護憲三派崩壊の一因となった。
政友会の田中義一内閣が成立すると、地租委譲を公約とする政友会と営業収益税（1926年に営業税から改称、1940年に旧称に復帰）委譲を公約とする実業同志会が政策協定を結んで両税委譲法案を提出した。これによって国税の14%・地方税の19%に相当する約1.3億円（昭和4年度実績）が地方に委譲されることになる構想であった。だが、憲政党の後身である立憲民政党は国際公約である金解禁実施のために財政健全化を行うべきであるとしてこれに反対し、これに田中内閣と対立的であった貴族院も同調した。このため、同法案は衆議院こそ通過したものの、貴族院では審議未了廃案となった（1929年3月）。この年の秋、金解禁直後の日本経済を世界恐慌が直撃して大不況となり、続く満州事変の発生による軍事予算の増大で両税委譲の議論は終止符を打たれた。以後、義務教育などに国庫補助の増強（裏を返せば、補助金を利用した地方行政の財政面からの統制強化）路線が採られる事となった。
だが、皮肉にも地方行政に対する統制強化の見返りと戦時体制への地方当局の協力を得たいとする軍部の思惑を反映する形で、1940年に地租と営業税は地方還付税（税目上は国税だが、その税収は全額地方（都道府県）への交付金に回される）とされた。戦後、地租と営業税はそれぞれ固定資産税・事業税として地方税化されることになる。